# Ахујману (Хаваји)
Ахујману (енгл. Ahuimanu) насељено је место за статистичке потребе у америчкој савезној држави Хаваји. По попису становништва из 2010. у њему је живело 8.810 становника.

## Демографија
Према попису становништва из 2010. у граду је живело 8.810 становника, што је 304 (3,6%) становника више него 2000. године.
| Група             | 2000.         | 2010.         |
| Белци             | 1.764 (20,7%) | 1.789 (20,3%) |
| Афроамериканци    | 81 (1,0%)     | 62 (0,7%)     |
| Азијати           | 2.953 (34,7%) | 2.739 (31,1%) |
| Хиспаноамериканци | 691 (8,1%)    | 832 (9,4%)    |
| Укупно            | 8.506         | 8.810         |